# Irlanda nos Jogos Olímpicos de Verão de 2012
A Irlanda participou dos Jogos Olímpicos de Verão de 2012, que aconteceram desde o dia 27 de julho e até o dia 12 de agosto, na cidade de Londres, na Inglaterra.

## Desempenho

### Canoagem slalom
Masculino
| Atleta         | Evento | Preliminar | Preliminar | Preliminar | Preliminar | Semifinais | Semifinais | Final       | Final       |
| Atleta         | Evento | Descida 1  | Descida 2  | Total      | Posição    | Tempo      | Posição    | Tempo       | Posição     |
| -------------- | ------ | ---------- | ---------- | ---------- | ---------- | ---------- | ---------- | ----------- | ----------- |
| Eoin Rheinisch | K-1    | 89s97      | 90s72      | 89s97      | 12º        | 153s98     | 14º        | Não avançou | Não avançou |

Feminino
| Atleta       | Evento | Preliminar | Preliminar | Preliminar | Preliminar | Semifinais | Semifinais | Final  | Final   |
| Atleta       | Evento | Descida 1  | Descida 2  | Total      | Posição    | Tempo      | Posição    | Tempo  | Posição |
| ------------ | ------ | ---------- | ---------- | ---------- | ---------- | ---------- | ---------- | ------ | ------- |
| Hannah Craig | K-1    | 117s07     | 108s99     | 108s99     | 14º        | 116s12     | 10º        | 127s36 | 10º     |

### Natação
Masculino
| Atletas      | Evento     | Eliminatórias | Eliminatórias | Semifinal   | Semifinal   | Final       | Final       |
| Atletas      | Evento     | Tempo         | Posição       | Tempo       | Posição     | Tempo       | Posição     |
| ------------ | ---------- | ------------- | ------------- | ----------- | ----------- | ----------- | ----------- |
| Barry Murphy | 50 m livre | 22s76         | 29º           | Não avançou | Não avançou | Não avançou | Não avançou |

Feminino
| Atletas          | Evento       | Eliminatórias | Eliminatórias | Semifinal   | Semifinal   | Final       | Final       |
| Atletas          | Evento       | Tempo         | Posição       | Tempo       | Posição     | Tempo       | Posição     |
| ---------------- | ------------ | ------------- | ------------- | ----------- | ----------- | ----------- | ----------- |
| Grainne Murphy   | 200 m livre  | DNS           | DNS           | Não avançou | Não avançou | Não avançou | Não avançou |
| Grainne Murphy   | 400 m livre  | 4min19s07     | 31º           |             |             | Não avançou | Não avançou |
| Grainne Murphy   | 800 m livre  | DNS           | DNS           | Não avançou | Não avançou |             |             |
| Melanie Nocher   | 100 m costas | 1min02s44     | 33º           | Não avançou | Não avançou | Não avançou | Não avançou |
| Melanie Nocher   | 200 m costas | 2min16s29     | 34º           | Não avançou | Não avançou | Não avançou | Não avançou |
| Sycerika McMahon | 100 m peito  | 1min08s80     | 26º           | Não avançou | Não avançou | Não avançou | Não avançou |
| Sycerika McMahon | 200 m medley | 2min14s76     | 22º           | Não avançou | Não avançou | Não avançou | Não avançou |

### Tiro
Masculino
| Atleta        | Evento         | Qualificação | Qualificação | Final       | Final       | Posição |
| Atleta        | Evento         | Placar       | Posição      | Placar      | Total       | Posição |
| ------------- | -------------- | ------------ | ------------ | ----------- | ----------- | ------- |
| Derek Burnett | Fossa olímpica | 116          | 27º          | Não avançou | Não avançou | 27º     |

### Triatlo
| Atleta          | Evento    | Natação (1,5km) | Ciclismo (40km) | Corrida (10km) | Tempo total | Posição |
| --------------- | --------- | --------------- | --------------- | -------------- | ----------- | ------- |
| Gavin Noble     | Masculino | 17m24           | 58m50           | 32m26          | 1h49m47     | 23º     |
| Aileen Morrison | Feminino  | 19m36           | 1h10m59         | 36m24          | 2h08m16     | 43º     |